# Junior Chamber International Switzerland
Die Junior Chamber International Switzerland (JCIS) oder Junge Wirtschaftskammer Schweiz ist eine Non-Profit-Organisation für junge Führungskräfte im Alter zwischen 18 und 40 Jahren. Ihre Ziele sind die Verständigung zwischen Menschen und Völkern, die Entwicklung von persönlichen Fähigkeiten ihrer Mitglieder, speziell Führungsfähigkeiten, zu fördern und zur Problemlösung in der Gemeinschaft beizutragen. Sie ist selbständiges Mitglied der internationalen Organisation von Junior Chamber International (JCI) und orientiert sich an den Zielen der UN (United Nations, UNO, Vereinte Nationen). 

## Organisation
Die Vereinigung ist die Dachorganisation von rund 70 angeschlossenen, lokalen Organisationen, die sich Kammern oder Local Organization of Members (LOM) nennen. Den Organisationen gehören rund 3'000 Mitglieder an. 
An der Spitze der Organisation steht der Präsident (National President). Er steht dem Nationalkomitee vor, welches aus 
- dem Präsidenten (National President)
- dem stellvertretenden Präsidenten (Deputy President),
- dem vorherigen Präsidenten (Past President),
- dem Generalsekretär (Secretary General)

besteht. Daneben haben verschiedene Vizepräsidenten (Executive Vice Presidents) regionale oder inhaltliche Verantwortung. 
Alle Funktionen werden in der Regel jährlich neu besetzt (one year to lead).

## Geschichte
Die erste lokale Schweizer Organisation entstand 1955 in Genf. Im Jahre 1959 wurde eine zweite Organisation in Lausanne gegründet. Beide Organisationen gründeten die Schweizerische Junge Wirtschaftskammer als Dachorganisation für schweizweite Aktivitäten; sie tritt heute unter der Bezeichnung Junior Chamber International Switzerland auf.

## Aktivitäten
Die JCIS und ihre lokalen Organisationen richten sehr unterschiedliche Veranstaltungen zu einem breiten Themenspektrum aus. Hierzu gehören Schulungen und Trainings, Podiumsdiskussionen und auch Sportveranstaltungen. Daneben betreiben und fördern sie soziale und andere Projekte, welche den lokalen Gemeinden und ihren Bürgern zugutekommen sollen. So z. B. zugunsten der MS Schweizerischen Multiple Sklerose Gesellschaft 
oder der Stiftung Wunderlampe.
Jährlich findet ein schweizweiter Nationalkongress (NAKO) für die Mitglieder statt.
- 2020 Crans-Montana (VS)[5]
- 2019 Graubünden (GR)
- 2018 Bern (BE)
- 2017 Zug (ZG)
- 2016 Solothurn (SO)[6]
- 2015 Genf (GE)[7]
- 2014 Fribourg (FR)
- 2013 Interlaken (BE)
- 2012 Thun (BE)
- 2011 Montreux (VD)
- 2010 Kreuzlingen (TG)
- 2009 Lausanne (VD)
- 2008 Zürich (ZH)
- 2007 Winterthur (ZH)
- 2006 Basel (BS)
- 2005 Fribourg (FR)
- 2004 Bern (BE)